# Tettigidea empedonepia
Tettigidea empedonepia és una espècie d'ortòpter celífer de la família Tetrigidae, no voladora, present a Florida i Alabama (Estats Units). L'espècie és endèmica d'aquest país. Es tenen poques dades sobre aquesta espècie.